# シルビヤ・ポポビッチ
シルヴィヤ・ポポヴィッチ（セルビア語: Силвија Поповић、1986年3月15日 - ）は、セルビアの女子バレーボール選手。セルビア代表。

## 来歴
モンテネグロ・ニクシッチ（当時はユーゴスラビア社会主義連邦共和国）出身。
セルビア代表で活躍するリベロ。2005年にアンダーカテゴリー代表として、U-20世界選手権に出場した。2009年にシニアのセルビア代表に初選出された。2010年に日本で開催された世界選手権に三大大会初出場する。2011年のワールドグランプリで銅メダルを獲得した。同年9月のヨーロッパ選手権で初優勝を果たした。
2013年からスイスリーグの強豪VBCチューリッヒに移籍した。2015年5月に行われた世界クラブ選手権で銅メダルを獲得し、自身もベストリベロ賞に選ばれた。同年8-9月に行われたワールドカップで銀メダルを獲得し、リオ五輪出場権獲得に貢献した。2016年8月のリオ五輪では母国を初の銀メダルへ導いた。
2018年の世界選手権で金メダルを獲得した。2018/19シーズンはカザフスタンリーグのAltay VCでプレーした。2019年の欧州選手権で大会連覇に大きく貢献した。2021年開催の東京2020オリンピックで銅メダルを獲得した。

## 球歴
- オリンピック - 2016年、2021年、2024年
- 世界選手権 - 2010年、2014年、2018年
- ワールドカップ - 2011年、2015年
- 欧州選手権 - 2011年、2015年、2017年、2019年

## 受賞歴
- 2015年 - 世界クラブ選手権 ベストリベロ賞
- 2017年 - 世界クラブ選手権 ベストリベロ賞

## 所属クラブ
- ポシュタル064ベオグラード（2006-2009年）
- ラビタ・バクー （2010-2012年）
- ヴォレロ・チューリッヒ（2013-2018年）
- Altay VC（2018-2019年）
- CSMヴォレイ・アルバ・ブラジ（2019-2021年）
- CSM Lugoj（2021-2024年）